# Polnische Meisterschaften im Skilanglauf 2006
Die Polnischen Meisterschaften im Skilanglauf 2006 fanden vom 18. bis zum 22. Januar 2006 in Wisła statt. Ausgetragen wurden bei den Männern die Distanzen 10 km und 30 km und bei den Frauen 5 km und 15 km. Zudem wurden Sprint und Staffelrennen absolviert. Bei den Männern gewann Janusz Krężelok im Sprint und über 10 km, sowie mit der Staffel von KS AZS-AWF Katowice. Zudem siegte Maciej Kreczmer über 30 km. Bei den Frauen holte Sylwia Jaśkowiec die Meistertitel über 5 km und 15 km, sowie mit der Staffel von KS AZS-AWF Katowice. Das Sprintrennen gewann Justyna Kowalczyk.

## Ergebnisse Herren

### Sprint klassisch
| Platz | Name             | Verein                    |
| ----- | ---------------- | ------------------------- |
| 1     | Janusz Krężelok  | KS AZS-AWF Katowice       |
| 2     | Maciej Kreczmer  | KS AZS-AWF Katowice       |
| 3     | Andrzej Michałek | KS AZS-AWF Katowice       |
| 4     | Piotr Kocoń      | KS AZS-AWF Katowice       |
| 5     | Kamil Fundanicz  | MKS Halicz Ustrzyki Dolne |
| 6     | Piotr Śliwka     | KS AZS-AWF Katowice       |
| 7     | Rafał Węgrzyn    | MKS Halicz Ustrzyki Dolne |
| 8     | Grzegorz Bril    | KS AZS-AWF Katowice       |

Datum: 18. Januar

Es waren 32 Läufer am Start.

### 10 km Freistil
| Platz | Name                | Verein                    | Zeit (min) |
| ----- | ------------------- | ------------------------- | ---------- |
| 1     | Janusz Krężelok     | KS AZS-AWF Katowice       | 29:30,7    |
| 2     | Maciej Kreczmer     | KS AZS-AWF Katowice       | 29:46,5    |
| 3     | Tomasz Kałużny      | Ski-Roll Jelenia Góra     | 30:38,7    |
| 4     | Rafał Węgrzyn       | MKS Halicz Ustrzyki Dolne | 31:37,2    |
| 5     | Kamil Fundanicz     | MKS Halicz Ustrzyki Dolne | 31:43,6    |
| 6     | Sławomir Jałowiczor | NKS Trójwieś Beskidzka    | 32:00,2    |
| 7     | Mariusz Michałek    | NKS Trójwieś Beskidzka    | 32:04,2    |
| 8     | Piotr Tkacz         | MKS Halicz Ustrzyki Dolne | 32:07,0    |
| 9     | Dawid Waluś         | KS AZS-AWF Katowice       | 32:09,0    |
| 10    | Bogusław Gracz      | LKS Poroniec Poronin      | 32:26,3    |

Datum: 19. Januar

Es waren 54 Läufer am Start.

### 30 km klassisch
| Platz | Name                | Verein                    | Zeit (std) |
| ----- | ------------------- | ------------------------- | ---------- |
| 1     | Maciej Kreczmer     | KS AZS-AWF Katowice       | 1:32:40,0  |
| 2     | Kamil Fundanicz     | MKS Halicz Ustrzyki Dolne | 1:36:24,8  |
| 3     | Piotr Śliwka        | KS AZS-AWF Katowice       | 1:36:47,4  |
| 4     | Grzegorz Bril       | KS AZS-AWF Katowice       | 1:37:39,3  |
| 5     | Paweł Fundanicz     | KS AZS-AWF Katowice       | 1:37:43,8  |
| 6     | Sławomir Jałowiczor | NKS Trójwieś Beskidzka    | 1:38:44,1  |
| 7     | Arkadiusz Małyjurek | NKS Trójwieś Beskidzka    | 1:39:16,1  |
| 8     | Mariusz Michałek    | NKS Trójwieś Beskidzka    | 1:39:18,0  |

Datum: 22. Januar

Es waren 25 Läufer am Start.

### 4 × 10 km Staffel
| Platz | Team                                                                                 | Zeit (std) |
| ----- | ------------------------------------------------------------------------------------ | ---------- |
| 1     | KS AZS-AWF KatowiceMariusz Hluchnik Piotr Śliwka Dawid Waluś Janusz Krężelok         | 2:08:37,6  |
| 2     | MKS Halicz Ustrzyki DolneBartosz Fundanicz Piotr Tkacz Rafał Węgrzyn Kamil Fundanicz | 2:11:25,2  |
| 3     | LKS Poroniec PoroninMarcin Branas Bogusław Gracz Józef Tatar Andrzej Leśnik          | 2:14:34,7  |

Datum: 21. Januar

Es waren 10 Teams am Start.

## Ergebnisse Frauen

### Sprint klassisch
| Platz | Name                | Verein                    |
| ----- | ------------------- | ------------------------- |
| 1     | Justyna Kowalczyk   | KS AZS-AWF Katowice       |
| 2     | Sylwia Jaśkowiec    | KS AZS-AWF Katowice       |
| 3     | Kornelia Marek      | KS AZS-AWF Katowice       |
| 4     | Marcela Marcisz     | MKS Halicz Ustrzyki Dolne |
| 5     | Weronika Przyczynek | KS AZS-AWF Katowice       |
| 6     | Monika Napora       | LKS Witów Mszana Górna    |
| 7     | Dominika Parniewicz | AZS Zakopane              |
| 8     | Alicja Mrowca       | AZS Zakopane              |

Datum: 18. Januar

Es waren 15 Läuferinnen am Start.

### 5 km Freistil
| Platz | Name                | Verein                    | Zeit (min) |
| ----- | ------------------- | ------------------------- | ---------- |
| 1     | Sylwia Jaśkowiec    | KS AZS-AWF Katowice       | 16:58,2    |
| 2     | Kornelia Marek      | KS AZS-AWF Katowice       | 17:32,6    |
| 3     | Anna Staręga        | UKS Rawa Siedlce          | 17:46,5    |
| 4     | Urszula Zapotoczna  | LKS Poroniec Poronin      | 18:01,4    |
| 5     | Kinga Bieszczad     | LKS Klimczok Bystra       | 18:16,1    |
| 6     | Aleksandra Prekurat | UKS Rawa Siedlce          | 18:24,6    |
| 7     | Weronika Przyczynek | KS AZS-AWF Katowice       | 18:32,5    |
| 8     | Beata Szymańczak    | LKS Klimczok Bystra       | 18:35,3    |
| 9     | Magdalena Ligocka   | MKS Istebna               | 18:56,3    |
| 10    | Marcela Marcisz     | MKS Halicz Ustrzyki Dolne | 18:59,9    |

Datum: 19. Januar

Es waren 28 Läuferinnen am Start.

### 15 km klassisch
| Platz | Name                | Verein                    | Zeit         |
| ----- | ------------------- | ------------------------- | ------------ |
| 1     | Sylwia Jaśkowiec    | KS AZS-AWF Katowice       | 54:15,6 min. |
| 2     | Kornelia Marek      | KS AZS-AWF Katowice       | 54:41,8 min. |
| 3     | Anna Staręga        | UKS Rawa Siedlce          | 56:51,2 min. |
| 4     | Urszula Zapotoczna  | LKS Poroniec Poronin      | 57:09,7 min. |
| 5     | Monika Długa        | MKS Halicz Ustrzyki Dolne | 57:58,6 min. |
| 6     | Aleksandra Prekurat | UKS Rawa Siedlce          | 58:22,2 min. |
| 7     | Marcela Marcisz     | MKS Halicz Ustrzyki Dolne | 58:37,0 min. |
| 8     | Weronika Przyczynek | KS AZS-AWF Katowice       | 1:01:20,9 h. |

Datum: 22. Januar

Es waren 14 Läuferinnen am Start.

### 4 × 5 km Staffel
| Platz | Team                                                                                           | Zeit (std) |
| ----- | ---------------------------------------------------------------------------------------------- | ---------- |
| 1     | KS AZS-AWF KatowiceWeronika Przyczynek Kornelia Marek Małgorzata Kleszczyńska Sylwia Jaśkowiec | 1:14:50,9  |
| 2     | LKS Witów Mszana GórnaPaulina Maciuszek Joanna Rapta Anna Trybuła Monika Napora                | 1:19:27,5  |
| 3     | MKS Halicz Ustrzyki DolneEwelina Marcisz Katarzyna Horodejczuk Marcela Marcisz Monika Długa    | 1:19:55,7  |

Datum: 21. Januar

Es waren 5 Teams am Start.